# Радж, Эдвард
Эдвард Радж (англ. Edward Rudge, 1763 — 1846) — британский ботаник.

## Биография
Эдвард Радж родился в 1763 году.
В 1811 году была опубликована его работа A description of several species of plants from New Holland.
Эдвард Радж умер в 1846 году.

## Научная деятельность
Эдвард Радж специализировался на папоротниковидных и на семенных растениях.

## Некоторые публикации
- 1811. A description of several species of plants from New Holland. Ed. R.Taylor.

## Почести
Род растений Rudgea Salisb. был назван в его честь.
В его честь были также названы следующие виды растений: Calyptrostylis rudgei Nees, Panicum rudgei Roem. & Schult. и Psychotria rudgei Bremek..